# Der Zinker (1963)
Der Zinker ist ein deutsch-französischer Kriminalfilm (französischer Titel: L’Énigme du serpent noir) von Regisseur Alfred Vohrer und der 14. deutschsprachige Edgar-Wallace-Film der Nachkriegszeit. Der Film ist in Schwarzweiß. Die Verfilmung des gleichnamigen Romans von Edgar Wallace (Originaltitel: The Squeaker) wurde von der deutschen Rialto Film unter Beteiligung der französischen Filmgesellschaft Les Films Jacques Willemetz produziert.

## Handlung
Seit Jahren treibt der „Zinker“ in der Londoner Unterwelt sein Unwesen. Immer wenn dort gestohlene Ware verhehlert werden soll, meldet er sich, um diese zu Tiefstpreisen an sich zu reißen. Falls die Diebe auf sein Angebot nicht eingehen, „verzinkt“ (verrät) er diese bei Scotland Yard. Larry Greame, ein aktenkundiger Krimineller, hat dem Unbekannten eine Falle gestellt und kennt darum seine Identität. Kurz bevor er den „Zinker“ verraten kann, wird er mit dem Gift einer Schwarzen Mamba ermordet.
Inspektor Elfords Spur führt zunächst zu Mrs. Mulford, der Besitzerin einer Tierhandlung, und deren Geschäftsführer Frank Sutton, denn dort wurde kurze Zeit vorher eine Schwarze Mamba entwendet. Auch Mrs. Mulfords Nichte Beryl, eine Kriminalschriftstellerin, sowie der Reporter Josua Harras interessieren sich für den Fall. Die Unterwelt – allen voran Larry Greames Bruder, genannt „Der Lord“ – ist auf Rache aus und plant bereits einen neuen Coup gegen den „Zinker“, der in Bedrängnis gerät und deshalb nicht vor weiteren Morden zurückschreckt. Am Ende wird Frank Sutton als der „Zinker“ entlarvt, aber von seinem verrückten Partner Krischna Jefferson erschossen.
Die Mordwaffe mit Schlangengift stammt nicht aus der Vorlage, sondern aus dem Roman  Die drei Gerechten, ebenfalls ein Kriminalroman von Wallace.

## Kritiken
„Die Spur führt zu … Nein, wir wollen nichts verraten. Diese flotte Edgar-Wallace-Verfilmung hat es verdient, daß man das Geheimnis um die rätselhaften Schlangengiftmorde von London nicht lüftet. Lange Zeit weiß die von Alfred Vohrer gutgeführte Kamera den Verdacht gleichmäßig auf alle Beteiligten zu verteilen. Erst Anfang des zweiten Drittels glaubt man, klarer zu sehen. Fast ein wenig enttäuscht stellt man am Ende fest, daß man … leider recht gehabt hat. Eine kleine Schwäche des Films, vielleicht sogar die einzige. Sonst sorgt ein gutes Staraufgebot, daß die Kette der Morde nicht auf die Nerven fällt. Ein kräftiger Schuß Humor – man nimmt sich und die zahlreichen Toten nicht gar zu ernst – fehlt ebenfalls nicht. Fernsehinspektor Heinz Drache, Barbara Rütting, My-Fair-Lady-Higgins Günther Pfitzmann, der wie immer überzeugende Klaus Kinski in der nicht mehr ganz neuen Rolle des Irren, sind die tragenden Säulen dieses ebenso lockeren wie spannenden Kriminalfilms.“

„Die Einstellungen beginnen oder enden stur mit einem beliebigen Gegenstand in Großaufnahme, nur daß er mal auf einen zukommt und mal verflimmert. In schöner Eintracht versanken Regisseur, Kameramann und Rezensent etwa zu Beginn des letzten Drittels in einen dämmermüden Kinoschlaf.“

„Bei aller Undurchsichtigkeit logisch entwickelt und kontinuierlich inszeniert, eine zeitgemäße Neuverfilmung; mit bild- und tonlichen Gags, wohltemperierter Darstellung und pointenreicher Dialogführung.“

„Auf Gänsehaut kalkulierte Situationen werden durch gelegentliche Gags kompensiert.“

„Zumindest handwerklich ordentlicher Kriminalfilm nach einem Roman von Edgar Wallace.“

„Kinski mimt wie immer den Bösewicht in einem akzeptablen Schocker von der Themse. (Wertung: durchschnittlich)“

„Diese aufwendig produzierte Wallace-Verfilmung gilt den Liebhabern des englischen Kriminalautors als eine der schönsten, spannendsten und originellsten.“

„Typischer Wallace-Krimi mit wallendem Nebel, kontrastreichem Schwarz-Weiß und einem schön irren Schurken. Ein nostalgischer Spaß!“

„Schaurig-schöner Krimi-Klassiker.“

## Sonstiges
- Der Film wurde vom 22. Januar bis 28. Februar 1963 in West-Berlin und London gedreht.
- Der erste Edgar-Wallace-Film in Ultrascope hatte in Deutschland am 26. April 1963 Kinostart.
- Egon Eis, der bereits 1931 am Drehbuch zur ersten deutschen Verfilmung von „Der Zinker“ mitgewirkt hatte, hatte 1961 ein Treatment zu diesem Film verfasst. Als Drehbuchautor wurde schließlich aber Harald G. Petersson verpflichtet.
- Zum zweiten Mal beteiligte sich eine französische Firma an den Produktionskosten eines Wallace-Krimis der Rialto Film.
- Die Außenaufnahmen des Films entstanden in West-Berlin und zum vierten Mal nach „Der Frosch mit der Maske“, „Das Geheimnis der gelben Narzissen“ und „Das Rätsel der roten Orchidee“ in London. Außerdem war es die erste Wallace-Verfilmung der Rialto Film, deren Innenaufnahmen in den Studios der CCC-Film im Berliner Bezirk Spandau gedreht wurden. Wenige Wochen zuvor entstand dort bereits die von CCC-Film produzierte Wallace-Verfilmung „Der Fluch der gelben Schlange“.
- Neben einigen in Wallace-Verfilmungen bereits erprobten Darstellern spielten Barbara Rütting, Agnes Windeck, Inge Langen und Heinz Spitzner erstmals in einem Film der Reihe. Günter Pfitzmann, Wolfgang Wahl und Siegfried Wischnewski waren in wichtigen Gastrollen zu sehen.
- Da die Rolle des Scotland-Yard-Chefs Sir John im Drehbuch nicht vorgesehen war, übernahm Siegfried Schürenberg die Rolle des Zeitungsverlegers Sir Fielding. Dieser müsste eigentlich Sir Geoffrey heißen, da der Titel Sir im Englischen immer in Kombination mit dem Vornamen verwendet wird.
- Die im Film mitwirkenden Tiere stammten aus dem Zoologischen Garten Berlin und dem Zirkus Althoff.
- Das im Film gezeigte Haus von Mrs. Mulford war der tatsächliche Wohnsitz von Produzent Horst Wendlandt.
- Eine Szene zu Beginn des Films mit Eddi Arent und einem Zeitungsverkäufer auf dem Trafalgar Square wurde später auch in dem Film Der Hexer (1964) verwendet und für diesen nur neu vertont.
- Der Film wurde von der FSK ohne Kürzungsauflagen ab 16 Jahren freigegeben. Im Fernsehen wurde der Film in einer stark gekürzten Fassung im falschen Format ausgestrahlt. Der im Original farbige Vorspann wurde durch einen Schwarzweiß-Vorspann ersetzt. 1991 folgte die Freigabe der gekürzten Version ab 12 Jahren. Inzwischen wurde der Film in der originalen Kinofassung veröffentlicht, die wieder ab 16 Jahren freigegeben ist.
- Mit dem Schlangenattentat auf Frank Sutton zitierte Vohrer das Spinnenattentat des kurz zuvor entstandenen Films „James Bond 007 jagt Dr. No“, inklusive Erschlagung des Reptils im Takt der Musik.